# Wester Hailes

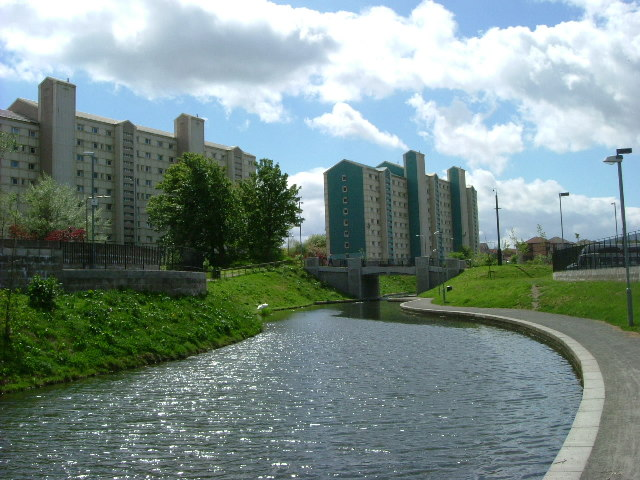
Kênh Union, Wester Hailes

Wester Hailes là một khu vực ở phía tây nam của Edinburgh, quốc gia Scotland.
Wester Hailes giáp với Kingsledgee và Longstone ở phía đông. Khu công nghiệp Bankhead và Công viên ngắm cảnh nằm ở phía bắc.